# Emanuele Sella

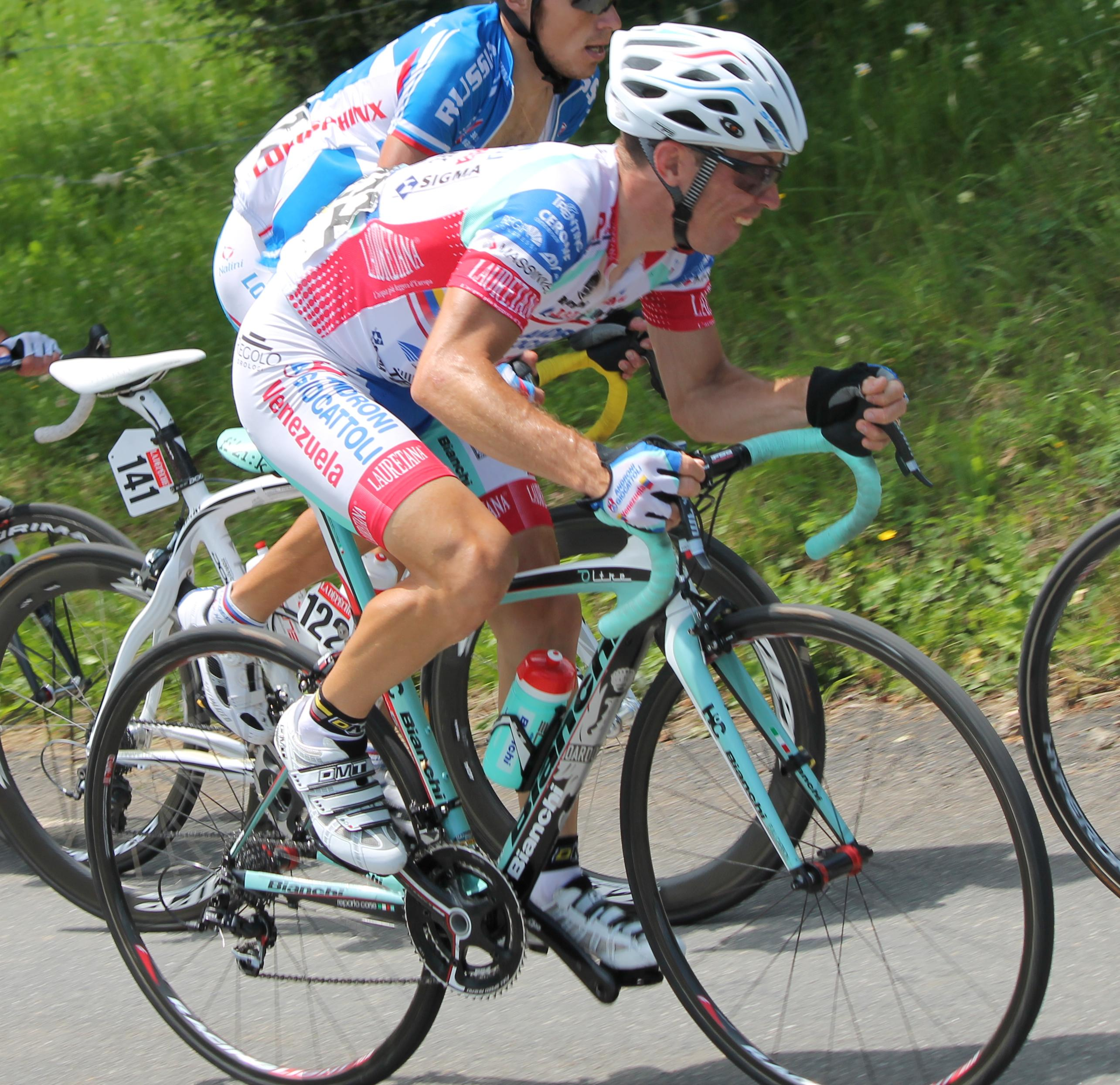
Emanuele Sella

Emanuele Sella (9 de janeiro de 1981, Vicenza)  é um ciclista profissional italiano.